# Lagorchestes conspicillatus
Il wallaby lepre dagli occhiali (Lagorchestes conspicillatus Gould, 1842) è una specie di Macropodide diffusa in Australia. Una piccola popolazione si trova sull'Isola di Barrow, ma la forma continentale, sebbene in diminuzione, è largamente diffusa in tutte le regioni settentrionali del Paese.

## Descrizione
Come gli altri wallaby lepre del genere Lagorchestes, è un piccolo membro della famiglia dei Macropodidi. Vive in tutta l'Australia settentrionale, nelle boscaglie tropicali di tussock o di spinifex. Si può incontrare dal Queensland all'Australia Occidentale. Questo erbivoro, solitario e notturno, è molto più grande dei suoi parenti. È ricoperto da folti peli bruno-grigi dalle estremità dorate; attorno agli occhi è presente una sorta di cerchio arancio, da cui la specie prende il nome. Costruisce il nido tra la fitta vegetazione. Quando si sente disturbato fugge via saltellando a zig-zag. La femmina può partorire in ogni periodo dell'anno un unico piccolo, il quale diviene sessualmente maturo a circa un anno d'età.

## Nomenclatura e tassonomia

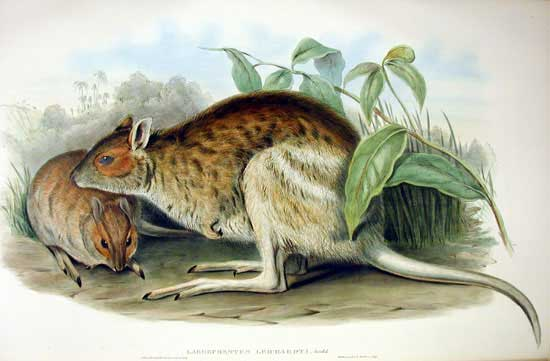
La Tavola 59 di Mammals of Australia Vol. II.

Questo wallaby lepre venne descritto per la prima volta da John Gould, che lo denominò Lagorchestes conspicillata e ne fornì un'illustrazione nella Tavola 59 di The Mammals of Australia (Volume II). Egli descrisse anche una specie separata, Lagorchestes leichardti, illustrata nella stessa opera nella tavola 58. Quest'ultima viene ora considerata una semplice sottopopolazione o una sottospecie.

## Conservazione
Nella Lista Rossa del 2008 il wallaby lepre dagli occhiali è stato incluso tra le specie fuori pericolo. La sottospecie L. conspicillatus conspicillatus è ristretta all'Isola di Barrow, in Australia Occidentale, ma un tempo era diffusa anche su tutte le Isole Montebello. La predazione da parte delle specie introdotte e la distruzione dell'habitat dell'isola la hanno resa una sottospecie vulnerabile. L. conspicillatus leichardti, la sottospecie continentale, era un tempo considerata prossima alla minaccia. La popolazione dell'intera specie è in declino, soprattutto a causa della riduzione dell'habitat dovuta al dissodamento delle terre. Nelle regioni aride dell'estremità settentrionale dell'areale è ormai scomparso. Ne è già stata proposta, tuttavia, la reintroduzione nelle aree un tempo abitate, nell'ambito dei progetti «Western Shield».

## Resti fossili
Un fossile di wallaby lepre dagli occhiali di 11.000 anni fa è stato scoperto in un deposito dell'Olocene Inferiore del Queensland.